# Andrej Uvarov
Andrej Ivanovich Uvarov (in russo Андре́й Ива́нович Ува́ров?; Mosca, 28 settembre 1971) è un ex ballerino e direttore artistico russo.

## Biografia
Andrej Uvarov è nato a Mosca in una famiglia di ingegneri e ha studiato danza all'Accademia statale di coreografia di Mosca dal 1981 al 1989, quando è stato scritturato dal Balletto Bol'šoj. Anche dopo essersi unito alla compagnia, ha continuato a perfezionarsi studiando con Galina Ulanova. Già nel 1990 era stato riconosciuto come uno dei migliori ballerini del Bol'šoj e nel 1993 ha vinto il Prix Benois de la Danse per aver danzato Siegfried ne Il lago dei cigni alla Royal Albert Hall. Nel 2001 invece è stato nominato artista del popolo della Federazione Russa.
Acclamato per la tecnica perfetta e le grandi doti di partner, Uvarov ha avuto una rapida ascesa con la compagnia, di cui è diventato primo ballerino in pochi anni. Il suo vasto repertorio includeva tutti i maggiori ruoli maschili della compagnia, tra cui Romeo in Romeo e Giulietta, Albrecht in Giselle, Desire ne La bella addormentata, Basilio in Don Chisciotte, Solor ne La Bayadère e Spartaco in Spartak. Durante i suoi oltre trent'anni sulle scene ha ballato come partner di alcune delle più importanti prime ballerine della sua generazione, tra cui Nina Ananiashvili, Altynai Asylmuratova, Svetlana Zacharova, Ul'jana Lopatkina, Julija Machalina, Nadežda Pavlova, Marianela Núñez e Polina Semionova. Si è ritiraro dalle scene nel 2011 e successivamente ha insegnato danza alla Stanislavski and Nemirovich-Danchenko Moscow Academic. 
È sposato con Maria Ivanovna Uvarova, da cui ha avuto la figlia Marianna nel 1995.